# Jennie Augusta Brownscombe
Jennie Augusta Brownscombe (Honesdale, Pennsylvania, 10 december 1850 – Queens, New York, 5 augustus 1936) was een Amerikaans kunstschilderes, ontwerper, etser, kunstenaar en illustrator. Ze was een van de oprichters, student en docent aan de Art Students League of New York. In 1899 werd ze door New York World beschreven als een van Amerika's beste artiesten.

## Biografie
Brownscombe werd op 10 december 1850 geboren in een boerderij in de buurt van Irving Cliff in Honesdale, Pennsylvania als enig kind van William Brownscombe, een boer afkomstig uit Devonshire, Engeland, en de Amerikaanse Elvira Kennedy Brownscombe. Haar vader zou omstreeks 1840 naar de Verenigde Staten zijn geëmigreerd en het huis hebben gebouwd waarin ze is geboren en opgegroeid. Haar moeder was een afstammeling van een passagier van de Mayflower die in 1630 in de koloniën aankwam. Tijdens haar leven was Jennie Brownscombe een actief lid van The Daughters of the American Revolution, The Mayflower Descendants en The Historic and Scenic Preservation Society. 
Haar moeder was een getalenteerde schrijver en kunstenaar waardoor Brownscombe's interesse in poëzie en kunst ontstond. Brownscombe won prijzen op de Wayne County Fair voor haar werk toen ze een middelbare scholier was. Na de dood van haar vader in 1868 verdiende Brownscombe de kost door les te geven op de middelbare school in Honesdale en door illustraties voor boeken en tijdschriften te maken die werden geïnspireerd door de stromen en velden rond haar huis nabij Irving Cliff. 
In 1871 ging ze naar New York om studies te volgen bij Victor Nehlig en ze studeerde in 1872 af aan de Cooper Institute School of Design for Women. Ze studeerde een paar jaar aan The National Academy of Design bij Lemuel Wilmarth totdat ze een van de oprichters en studente werd van de Art Students League of New York. Ze maakte illustraties, schreef korte stukjes over kunst voor de kranten en gaf kunstlessen aan de Art Students League om haar collegegeld en andere kosten te dekken en studeerde daar tot 1878, waarna ze haar studies voortzette aan de National Academy of Design tot 1881. Op de Academie won Brownscombe de eervolle vermelding, de "Elliott Medal" in de Antique School en de "Suydam Medal" in de Life studies school. Na haar studie aan de kunstacademie te hebben voltooid, reisde ze naar Europa en studeerde in Parijs bij Henry Mosler, een genreschilder met ateliers in Bretagne en Parijs. Ze keerde terug naar de Verenigde Staten en een oogletsel verhinderde haar om te schilderen tot 1884. 
Tussen 1885 en 1896 bracht Brownscombe de winters door in Rome, Italië, waar ze de kunstenaar George Henry Hall ontmoette, die haar metgezel en mentor werd. In de zomers deelden ze een studio in Palenville in de New York Catskill Mountains van ongeveer 1908 tot Hall stierf in 1913. Brownscombe erfde Hall's huis en eigendom in de Catskills. Na de dood van Hall bracht Brownscombe de winters door in Bayside en New York en de zomers in de Catskills. Ze schonk een breed scala aan kunstwerken aan het Brooklyn Museum of Art.
Ze voltooide Children Playing in the Orchard voor de Lincoln School in Honesdale in 1932 nadat ze een beroerte gekregen had. Brownscombe schilderde tot 1934 toen ze 84 jaar oud was. Ze overleed op 5 augustus 1936 in Bayside, New York, en werd begraven op de Glen Dyberry-begraafplaats in Honesdale naast haar ouders. Ze was nooit getrouwd en had geen kinderen. 
Haar werk The Peace Ball at Fredericksburg, Virginia held at the Rising Sun Tavern after the surrender at Yorktown. November 1781 werd opgenomen in het boek Women Painters of the World uit 1905. Haar biografie verscheen ook in het naslagwerk A Woman of the Century uit 1893.

## Werken (selectie)
- A Frolic, aquarel, 1876
- A Rest by the Way, zwart-wit, 1879
- A Spring Day, schilderij
- A Walk in the Woods, schilderij
- A Welcome Step, 1902
- An Argument, olieverfschilderij
- Apple Orchards in May, olieverfschilderij, Museum of Art, Colby College, Waterville, Maine
- At the County Fair, potloodtekening, 1875
- Awaiting the Victor, 1892
- Berry Pickers, olieverfschilderij, private collectie, Cleveland, Ohio
- Blossom Time, schilderij, 1888
- Child with Flowers in Apron (Mrs. Bud Dodge), aquarel, Wayne County Historical Society
- Colonial Children and School, olieverfschilderij
- Cora Sears at Age Five, olieverfschilderij, ca 1875, Wayne County Historical Society, Honesdale, Pennsylvania
- Crown, Scepter, and Kingdom, aquarel, 1875
- Dawn's Early Light, Francis Scott Key, Baltimore Harbor, olieverfschilderij
- Day-dreams, schilderij, 1874
- Dr. O.W. Holmes' "Elsie Venner", schilderij
- Easter Morn, olieverfschilderij
- First Thanksgiving at Plymouth (studie), ca 1910
- First Thanksgiving at Plymouth, 1914, Pilgrim Hall Museum
- George Hall-Brownscombe Studio, aquarel, ca 1912, Wayne County Historical Society
- Girl in Wheat, olieverfschilderij, voor 1898, Wayne County Historical Society, Honesdale, Pennsylvania
- Goose Girl, olieverfschilderij, 1882, Lincoln School, Honesdale, Pennsylvania
- Grecian Artist, 1894
- Guinevere at Camelot, aquarel, Raydon Gallery, New York New York
- Happy Childhood, schilderij, 1878
- Homecoming, olieverfschilderij, 1885
- In an Art Gallery, olieverfschilderij, Lincoln School, Honesdale, Pennsylvania
- In Anticipation of the Invitation, 1888
- In the Garden, olieverfschilderij
- Joy of Their Old Age, olieverfschilderij, voor 1885
- Love Letter, schilderij
- Love's Young Dream, olieverf op canvas, 1887, National Museum of Women in the Arts, Washington, DC[4]
- Marriage of George and Martha Washington
- Materfamilias, aquarel, 1875
- Maternal Admonitions, olieverfschilderij, 1876
- May Day, aquarel, 1896, Newark Museum, New Jersey
- Medication, 1901
- Minute Men Called to Arms, olieverfschilderij, ca 1912
- Papa's Come Home!, schilderij
- Peaceful Mount Vernon, olieverfschilderij, ca 1905
- Portrait of a Young Lady, Kate Miner, olieverfschilderij, Wayne County Historical Society
- Scenes from Honesdale, Pennsylvania, olieverfschilderij, ca 1900
- Songs of Love, 1892
- Story of the Battle, 1894
- Summer Flowers, aquarel, 1879
- Sunday Morning, olieverfschilderij, 1882, Wayne County Historical Society, Honesdale, Pennsylvania
- Thanksgiving at Plymouth, olieverf op canvas, 1925, National Museum of Women in the Arts, Washington, DC[5]
- The Choir Boys, olieverfschilderij, Cornell Fine Arts Museum, Rollins College, Winter Park, Florida
- The Coquette, olieverfschilderij
- The Event of the Season, Elsie Venner, Chap. 19, schilderij, 1874
- The First Meeting of Colonel Washington and Mrs. Curtis, vierkleurenprint van schilderij ca. 1919, Gerlach Barklow Company, Joliet Illinois
- The Gleaners, 1902
- The Great Convention, olieverfschilderij, ca 1910, Franklin National Bank, Franklin Square, New York
- The Last Look, schilderij, 1884
- The New Scholar, olieverf op canvas, 1897, Gilcrease Museum, University of Tulsa
- The Peace Ball, olieverf op canvas, 1897, Newark Museum, New Jersey
- Venus Mirror, 1892
- Washington Bidding Farewell to His Generals
- Washington Greeting Lafayette at Mount Vernon, olieverfschilderij, Lafayette College, Easton, Pennsylvania
- Washington Taking Leave of his Officers, olieverfschilderij, Lafayette College, Easton, Pennsylvania
- Washingtons at Monticello, olieverfschilderij, Mary and George Washington with Thomas Jefferson, Wayne County Historical Society, Honesdale, Pennsylvania
- Washington's Home Life at Newbergh Headquarters, olieverfschilderij
- Woman at Spinning Wheel, schilderij
- Yes Mother, in a minute!, schilderij, 1874
- You Can't Go, zwart-wit, 1879

## Galerij

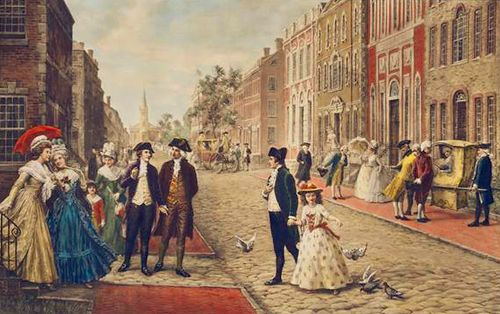
Aaron Burr, Alexander Hamilton and Philip Schuyler strolling on Wall Street, New York 1790, 1913
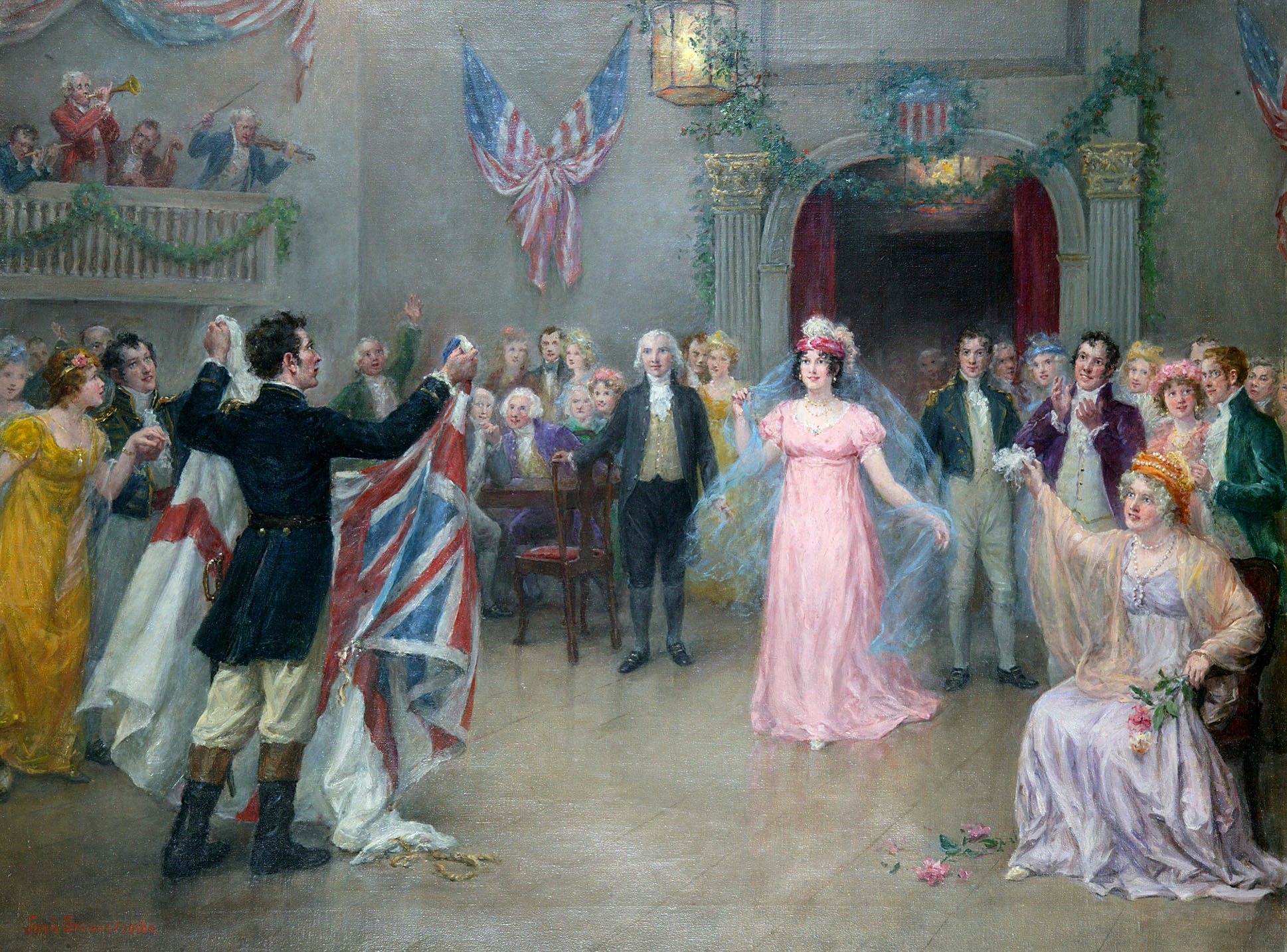
Ball after the battle of Craney Island, Washington DC 1812
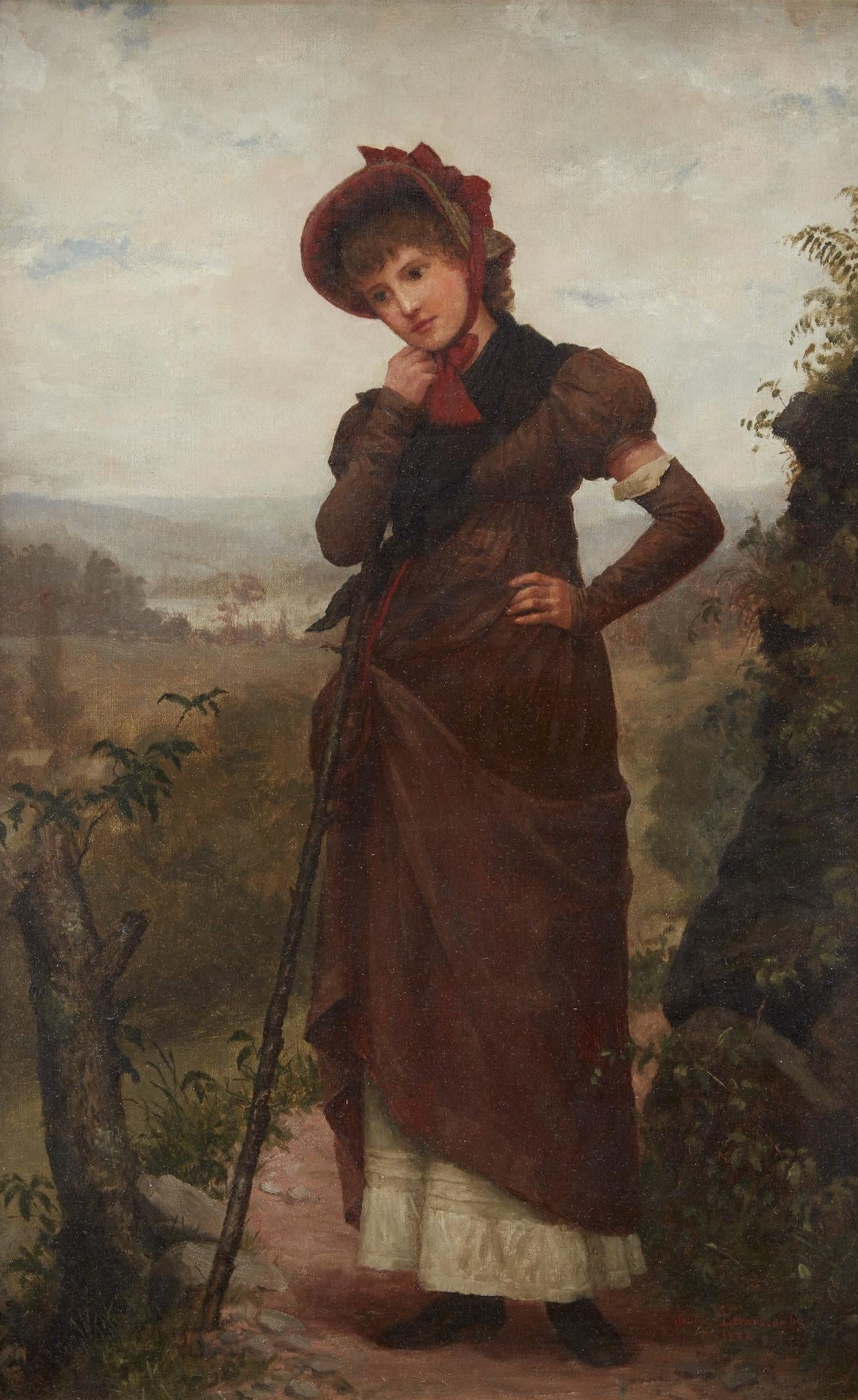
A Walk through the Country
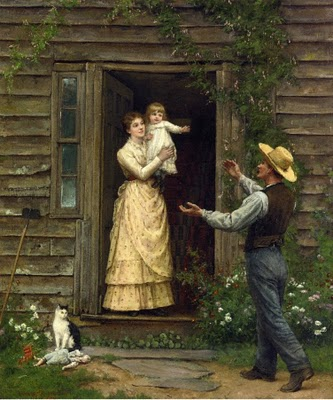
The Homecoming, 1885
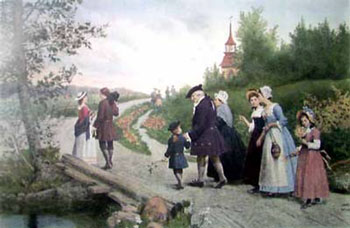
Sunday Morning in Sleepy Hollow, 1902
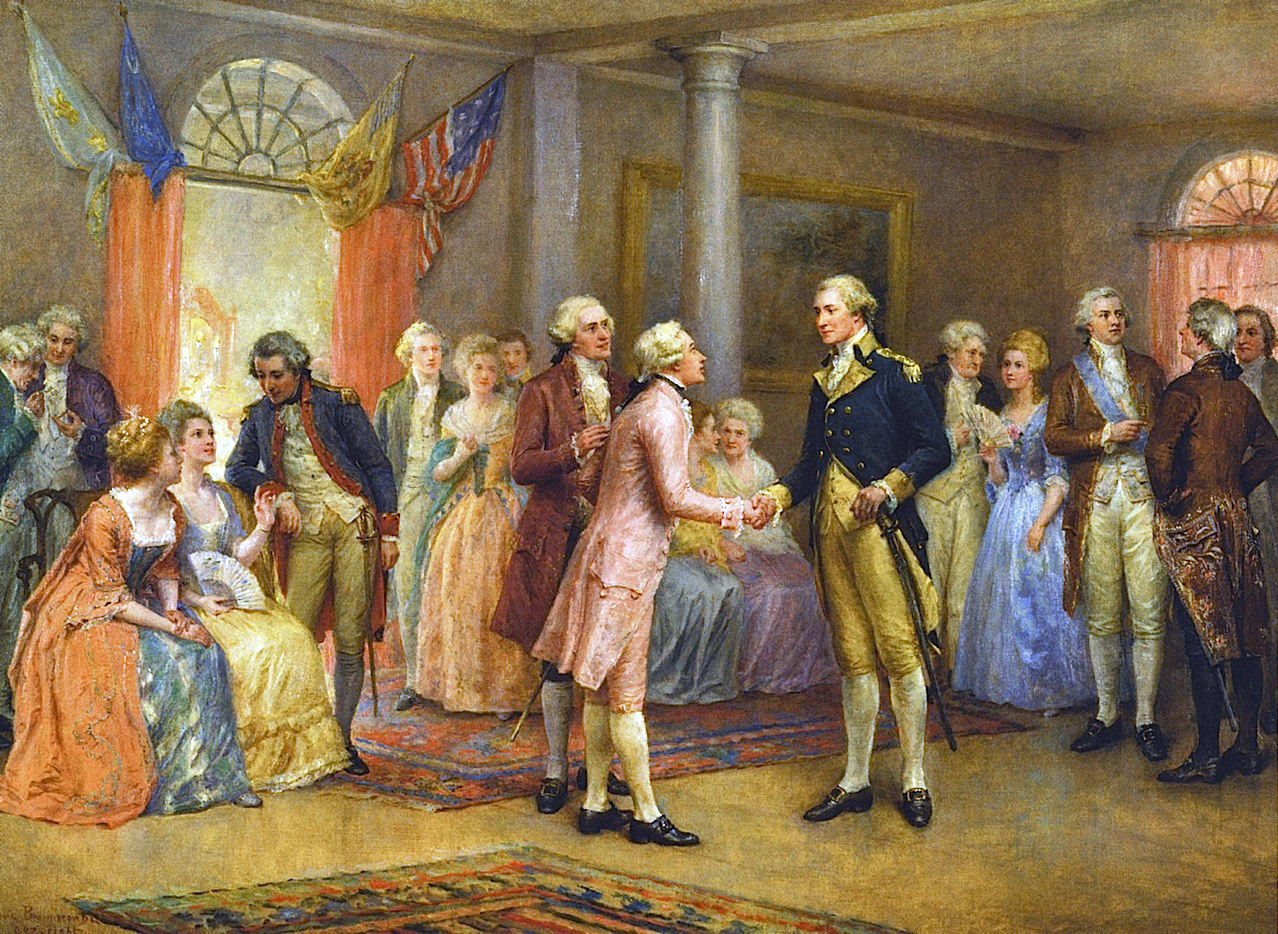
Washington Greeting Lafayette at Mount Vernon
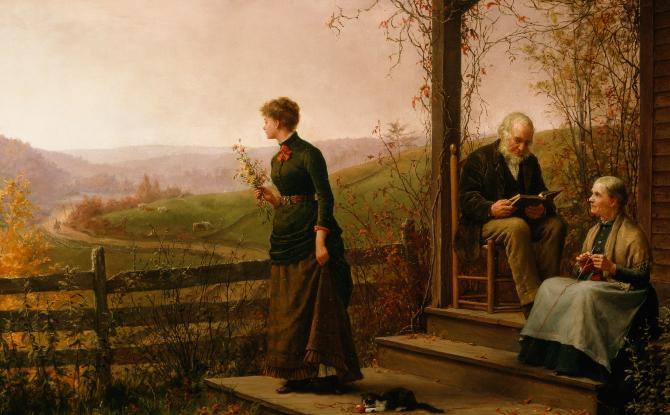
Love’s Young Dream, 1887
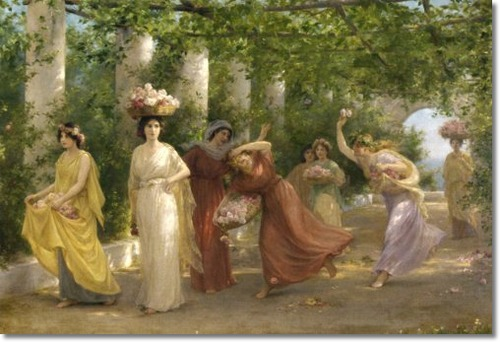
Maidens and Roses, ca 1906
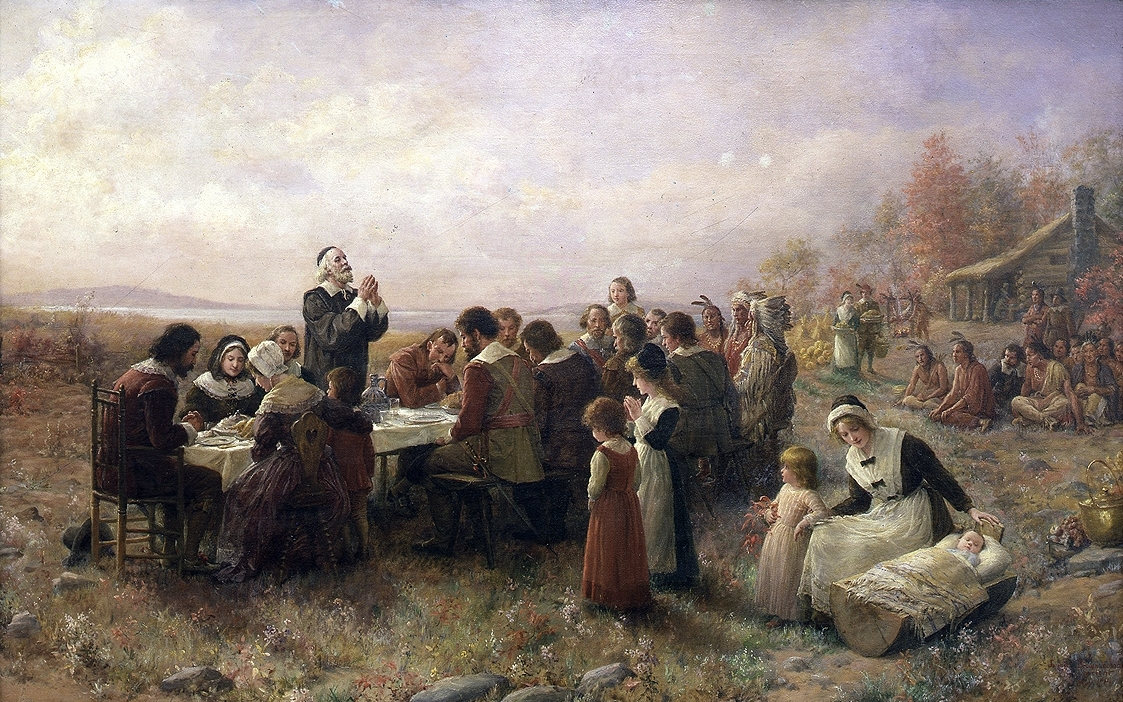
Thanksgiving, 1914

- International Standard Name Identifier: 0000 0000 6706 9492
- Library of Congress Control Number: nr2002020400
- RKD-Nederlands Instituut voor Kunstgeschiedenis: 103797
- SNAC: w62z3d40
- Union List of Artist Names: 500024093
- Virtual International Authority File: 51626957
- WorldCat: E39PBJgCK46DB9QbFPRbMmFYfq